# Calcipotriol
O calcipotriol, também conhecido como calcipotrieno, é um medicamento usado para tratar a psoríase. É aplicado na pele. Também está disponível em combinação com betametasona.
Os efeitos secundários comuns incluem irritação da pele, comichão e a piora da psoríase. Outros efeitos secundários podem incluir aumento da sensibilidade à radiação UV e alto teor de cálcio. A segurança na gravidez não é clara. É um derivado fabricado do calcitriol, uma forma de vitamina D.